# Polopeustis altensis
Polopeustis altensis is een vlinder uit de familie snuitmotten (Pyralidae). De wetenschappelijke naam is voor het eerst geldig gepubliceerd in 1862 door Wocke.
De soort komt voor in Europa.